# Stade Raphaëlois
Stade Raphaëlois war ein traditionsreicher französischer Fußballverein aus Saint-Raphaël. Gegründet wurde er 1905. 
Die Vereinsfarben waren Schwarz und Rot. Die Ligamannschaft spielte im Stade de l’Esterel, das eine Kapazität von 2.000 Plätzen aufweist.
2009 wurden Verhandlungen zwecks einer Fusion mit Étoile Sportive de Fréjus aufgenommen; seit dem 3. Juni 2009 existiert Stade Raphaëlois nicht mehr, sondern ist im neuen Étoile Fréjus-Saint-Raphaël FC aufgegangen. Der EFSRFC trat in der Saison 2009/10 in der drittklassigen National an.

## Geschichte
Der Verein schloss sich nach seiner Gründung der Union des sociétés françaises de sports athlétiques, dem ältesten und größten der seinerzeit konkurrierenden Verbände, an. Bereits 1908 wurde Stade erstmals Côte-d’Azur-Meister der USFSA und qualifizierte sich damit für die Endrunde um die landesweite Verbandsmeisterschaft (championnat de France). Darin schied er nach einem Sieg über den FC Lyon jedoch in der Folgerunde gegen Olympique Marseille aus.
Auch in den folgenden sechs Jahren bis zum Kriegsausbruch dominierten die Raphaëlois die regionale Liga; lediglich 1910 wurden sie nicht deren Meister, sondern mussten der AS Cannes den Vortritt lassen. In den jeweils anschließenden Spielen um die Landesmeisterschaft der USFSA schieden sie zweimal im Achtel- (1909, 1911) sowie je einmal im Viertel- (1913, gegen Stade Helvétique Marseille) bzw. im Halbfinale (1914, gegen Olympique Cettois) aus. 1912 allerdings gelang ihnen der Gewinn der heute nicht mehr als offiziell geltenden französischen Meisterschaft: Stade Raphaëlois schaltete nacheinander die Marseiller „Schweizer“, den FC Lyon und die US Tourcoing aus und konnte im Endspiel auch die AS Française nach Verlängerung mit 2:1 bezwingen.
Nach Kriegsende machte Stade Raphaëlois im 1917/18 neu geschaffenen Pokalwettbewerb – einheitliche, frankreichweite Ligen gab es bis 1932 nicht – von sich reden. Zweimal schied die Mannschaft erst in der Runde der letzten zweiunddreißig Teilnehmer (1926 und 1931), zweimal gar erst im Viertelfinale (1928 und 1930) aus. Zweimal erreichte sie sogar das Halbfinale (1927 an der US Quevilly, 1929 an SO Montpellier gescheitert).
Als 1932 der Professionalismus in Frankreich eingeführt wurde, bewarb Stade Raphaëlois sich konsequenterweise auch um eine entsprechende Lizenz. Der inzwischen gegründete einheitliche Fußballverband FFFA entschied jedoch, für die 20er-Liga nur eine Mannschaft von der Côte d’Azur zuzulassen – und das war der OGC Nizza. Seither war Saint-Raphaël bis heute immer nur im Amateurbereich vertreten.

## Ligazugehörigkeit
Profistatus hat der Klub nie besessen und deshalb auch nie erstklassig (Division 1, seit 2002 in Ligue 1 umbenannt) gespielt.

## Erfolge
- Französischer Meister: Fehlanzeige (aber Champion de France der USFSA 1912)
- Französischer Pokalsieger: Fehlanzeige (aber Halbfinalist 1927, 1929)

## Für den Verein in der Vergangenheit wesentliche Personen
- Louis Hon
- Joseph Kaucsar
- Jean-Marc Pilorget
- Dado Pršo